# Lenk im Simmental
Lenk im Simmental (La Lenk, en français) est une commune suisse du canton de Berne, située dans l'arrondissement administratif du Haut-Simmental-Gessenay, dans la vallée du Simmental dans l'Oberland bernois.

## Armoiries
La partie supérieure des armoiries de La Lenk est ornée des Sept fontaines de la Simme, c'est-à-dire de la source de cette rivière, sur un fond vert. La partie inférieure représente une quenouille et une épée sur fond rouge et doit rappeler la bataille des Wyber sur la Langermatte à l'époque des batailles de Villmergen. La légende de la bataille des Wyber raconte que les femmes de La Lenk, en l'absence des hommes partis à la guerre, ont mis en fuite des voleurs de bétail valaisans armés uniquement d'outils.

## Toponymie
L'origine du nom du village ne peut pas être déterminée avec certitude. La théorie la plus courante veut que le nom du village provienne du nom de lieu Lengi Egge ("longue crête"), une ligne de crête marquante qui s'étend de l'Oberlaubhorn jusqu'au fond de la vallée.
Le site officiel de la commune propose comme explication une modification progressive de « An der langen Egg » avant de devenir « Die Läng’k », d’où le nom actuel « Die Lenk » en allemand et « La Lenk » en français.

## Géographie
La Lenk est la commune la plus élevée du Simmental. Le territoire communal comprend plusieurs montagnes, la plus haute étant le Wildstrubel. La Simme, qui donne son nom au Simmental, prend sa source un peu au-dessous du Wildstrubel, près des Sept fontaines de la Simme.
La Lenk se trouve à 57 km au sud de Berne et à 42 km à l'est de Montreux (à vol d'oiseau). Le point le plus bas du territoire communal se trouve près du Brändli à environ 1 016 m d'altitude, le point culminant est le Wildstrubel à 3 244 m d'altitude.

## Démographie
Au 31 décembre 2020, la commune de La Lenk comptait 2 308 habitants. 88 % (2 039 personnes) de la population étaient suisses et 12 % (269 personnes) étrangères. Environ 84 % de la population appartenait à l'une des deux églises officielles du canton de Berne : 73 % (nombre|1686 personnes) sont réformés et 11 % (251 personnes) sont catholiques romains.
Par ailleurs, d'autres confessions protestantes, des chrétiens orthodoxes ainsi que des musulmans sont représentés au sein de la population.

## Histoire

Photo aérienne de La Lenk avec Wildstrubel (1957)

## Politique
La commune de La Lenk est dotée d'un exécutif, le Conseil communal (Gemeinderat). Les sept membres de cet organe sont élus selon un mode de scrutin majoritaire. Le législatif est une Assemblée communale (Gemeindeversammlung) à laquelle l'ensemble des citoyens de la commune peuvent participer. Pendant la législature 2021-2025, le Conseil communal est composé de trois membres de l'Union démocratique du centre, trois membres du Parti libéral-radical et un indépendant.

## Culture et patrimoine

### Légende du dragon
Lorsque les eaux du ruisseau qui traverse le village se troublent, les habitants avaient autrefois coutume de dire qu'un dragon se tourne et se tourmente au cœur de la montagne. Une légende séculaire rapporte en effet qu’un gigantesque dragon enragé causait de terribles dévastations, n’épargnant ni les cultures, ni les gens, ni les animaux. Ne sachant plus que faire, les habitants finirent dans la misère. Le premier à pouvoir maîtriser cette créature fut Stéphane, l’un des rares chrétiens de la légion thébaine ayant pu échapper au massacre de Saint-Maurice et qui se réfugia ensuite dans cette vallée. Il y apporta le christianisme aux populations de la région, encore païennes. L’église Saint-Stéphane fut érigée à l’endroit où se trouvait la caverne du dragon. On dit même que si le clocher de l’église dans la tourbière venait à perdre sa croix, le dragon réapparaîtrait et que la misère reviendrait.

### Patrimoine architectural
L'église réformée a été construite en 1949-1950 par Karl Müller-Wipf. Les vitraux ont été réalisés entre 2005 et 2010 par l'artiste né dans la commune Gottfried Tritten (1923-2015). Une cure, dont le style est représentatif des cures du canton de Berne et construite en 1779 par l'architecte Carl Ahasver von Sinner, se trouve à côté de l'église protestante. Enfin, la gare de La Lenk a été construite en 1911.

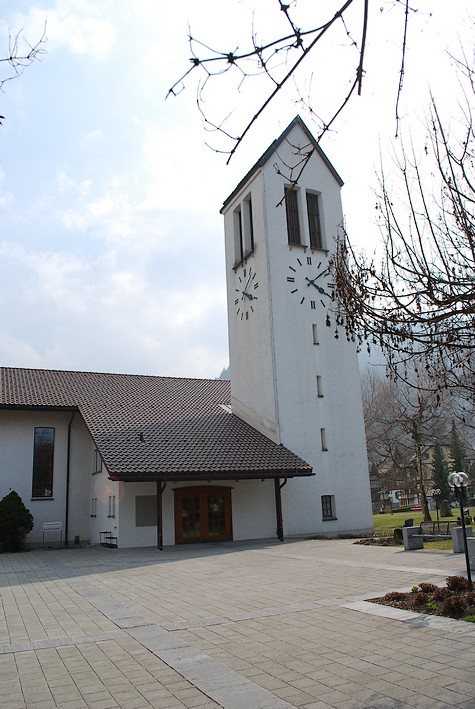
Église réformée de La Lenk, reconstruite en 1950

## Économie
La commune de La Lenk vit principalement du tourisme, notamment des sports d'hiver. Il existe en outre diverses entreprises agricoles et artisanales. Ainsi, six scieries/charpenteries, six entreprises de transport par camion, quatre menuiseries, cinq entreprises automobiles et douze entreprises de construction et de génie civil sont implantées dans la commune. En outre, huit bureaux d'architecture et d'immobilier s'occupent de la planification et de la vente des objets construits (situation en décembre 2008).

## Domaine skiable
Lenk possède deux domaines skiables, non reliés skis aux pieds entre eux.

### Lenk - Metsch
Le domaine de Metsch, très exposé à l'ensoleillement, est composé de 30 km de pistes relativement faciles. Il est relié skis aux pieds avec le plus grand domaine d'Adelboden. Un parking a été aménagé à la sortie de la commune, là où part un téléphérique reliant le domaine d'altitude. La chaîne de montagne qui sépare la Lenk et Crans-Montana est constituée du Wildstrubel et du Rohrbachstein.

### Lenk - Betelberg
Betelberg est un domaine relativement plus familial.
Les hauteurs du domaine, composées de pistes techniquement faciles, sont situées au-delà de la limite de la forêt. Il est possible d'y accéder soit par la télécabine 6-places en deux tronçons construite en 1996, qui arrive au Leiterli (1 943 m), soit depuis Wallegg (1 148 m) au moyen de deux télésièges 4-places débrayables construits en 1989, le dernier arrivant à proximité immédiate au Mülkerblatten (1 936 m). Un court téléski permet de rejoindre le sommet du domaine à 2 101 m d'altitude.
Le reste du domaine est constitué de pistes relativement plus pentues, dans l'ensemble des pistes de niveau rouge. Celles-ci ont été tracées directement dans la forêt. La piste Tschuggen, longue de 7 km, est située entre les deux versants du domaine. La seule piste noire, courte – 900 m – et rarement ouverte du fait d'un enneigement souvent insuffisant, arrive directement au pied de la télécabine. La fréquentation des pistes du secteur Wallegg est plus importante, des files d'attente de plusieurs minutes pouvant se former en début de journée par jour de beau temps.
Les pistes sont damées par six dameuses. Une retenue collinaire de 75 000 m3 a été réalisée en 2013 pour permettre l'enneigement automatique de 60 % des pistes de Lenk (surtout pour le domaine de Metsch).
Une courte piste de ski de vitesse ainsi qu'une piste de slalom géant, toutes deux chronométrées, ont été installées sur les hauteurs du domaine. Une piste de luge de 3 km a été aménagée sur les hauteurs. Offrant 300 m de dénivelé, elle est desservie par le deuxième tronçon de la télécabine. Son tracé croise occasionnellement la piste de ski alpin. Une deuxième piste de 6 km rejoint la vallée vers Pöschenried, d'où part un bus payant pour rejoindre la station.
Sur les 13 km de pistes de ski de fond, 2 km sont éclairables. Une boucle de 5 km a été tracée au Haslerberg, sur les hauteurs du domaine de ski alpin (environ 1 800 m), sur un plateau offrant une belle vue sur les montagnes environnantes. Huit kilomètres de ski en raquette à neige, ainsi que 78 km de randonnée complètent l'offre touristique.
Du fait de l'altitude relativement faible du domaine, la saison hivernale se termine généralement tout début avril.

## Transports
Dès l'époque préhistorique, le Schnidejoch, qui culmine à 2 756 mètres, était utilisé comme voie de communication. Au nord du col, les archéologues ont découvert une quantité impressionnante d'outils et de vêtements, dont les plus anciens, datant de plus de 6000 ans, ont environ 1500 ans de plus qu'Ötzi.
Les vestiges d'un bâtiment romain découverts en 1983 sous la surface de l'eau sur la rive ouest du Iffigsee laissent supposer que le même passage de col était également très utilisé à l'époque romaine.
Au début du Moyen Âge, le Schnidejoch perd de son importance au profit du col du Rawil, situé plus bas, qui a été rendu accessible par la construction d'un sentier muletier. Dans la première moitié du XVIIIe siècle, un nouveau sentier est creusé à l'explosif dans la paroi rocheuse au-dessus de l'Iffigenalp, ce qui a encore raccourci le chemin de la Lenk vers le Valais.
Dès l'avènement du chemin de fer, il y a eu plusieurs projets de construction d'un chemin de fer à travers le Simmental vers le Valais. Le premier projet, non réalisé, était un chemin de fer à voie normale qui aurait dû assurer la liaison entre Berne et le tunnel du Simplon, et donc avec l'Italie, au moyen de deux tunnels à travers les massifs du Stockhorn et du Wildstrubel. En 1912, lorsque la ligne Zweisimmen-Lenk du Chemin de fer Montreux Oberland bernois fut inaugurée, on planifia la construction d'une ligne de Rawil vers le Valais, qui ne fut cependant jamais réalisée non plus.
Une route passant par le col du Rawil, ou en dessous, a également été un sujet récurrent. La première idée était une route de col vers Crans-Montana avec un tunnel de seulement 1,6 km. Dans le cadre du réseau des routes nationales, un projet plus ambitieux était prévu à la fin des années 1950 sous la forme d'un prolongement de l'autoroute A6 à travers le Simmental jusqu'à l'autoroute A9 en Valais avec un tunnel de Rawil d'environ 4 km. Mais comme cette route n'aurait été praticable qu'en été en raison de son point culminant élevé et qu'elle aurait donc présenté un mauvais rapport coût-efficacité, cette idée a été rapidement abandonnée et remplacée par la construction d'un tunnel de 9,8 km de long, résistant à l'hiver. Ce projet autoroutier controversé a toutefois été rejeté en raison de la forte opposition de la population du Simmental et des conditions géologiques défavorables au Rawil, malgré les vives protestations du Valais.